# Каспер, Стив
Стив Нил Каспер (англ. Steve Neil Kasper; род. 28 сентября 1961, Монреаль) — канадский хоккеист, тренер клуба «Ярмут Мэринерз».

## Карьера
Каспер был задрафтован «Бостоном» в 4-м раунде под общим 81-м номером. В «Бостоне» он играл с сезона 1980/81 до сезона 1988/89. Высшим достижением Каспера, является выигрыш «Фрэнк Дж. Селки Трофи» в 1982 году. После «Бостона» Каспер выступал за «Лос-Анджелес Кингс», «Филадельфия Флайерз» и «Тампа Бэй Лайтнинг». Всего в регулярных сезонах НХЛ Каспер провел 821 матч, забросил 177 шайб и отдал 291 голевую передачу.
По окончании карьеры игрока, Каспер стал тренером. Под его руководством в сезоне 1996/97 «Бостон Брюинз» провёл один из худших сезонов в своей истории. 3 мая 2008 года Каспер стал главным тренером клуба МЮХЛА «Ярмут Мэринерз».

## Достижения
- Обладатель «Фрэнк Дж. Селки Трофи» (1982)